# Снежен волейбол
Зимен волейбол или волейбол на сняг е зимна дисциплина от семейството на волейболните спортове, която се играе на сняг между отбори от по трима състезатели плюс резерви.
При волейбола на сняг се прилагат правилата, установени от Международната федерация по волейбол (ФИВБ) през 2018 година.
Игрището е правоъгълник с размери 16 × 8 m, заобиколено от район с ширина минимум 3 m. Полето е очертано от линии с ширина 5 – 8 см, а височината и характеристиките на мрежата, са същите като при плажния волейбол (2,24 m за жени и 2,43 m за мъже).
Играчите могат да се подреждат свободно на игрището с изключение на този, който изпълнява начален удар.

## История
Зимният волейбол се е зародил в Русия през 2006 г. като традиционен коледен турнир. От 2009 г. започва да се практикува в Австрия, където през годините става много популярен. Там се провежда и първият европейски турнир.
През 2011 г. Австрийската волейболна федерация признава волейбола на сняг като официален спорт, а през 2015 г. Европейската волейболна конфедерация официално обявява спорта и организира първата Европейска верига по волейбол на сняг в първата четвърт на 2016 година. Първото европейско първенство се провежда през март 2018 година във Ваграйн (Австрия), алпийския курорт, смятан за родното място на зимния волейбол като професионален спорт.

## Правила на играта
Съгласно правилата, утвърдени от Европейската конфедерация по волейбол през октомври 2018 година, във волейбола на сняг играят два отбора, съставени от трима участника; допуска се присътствие в отбора на един запасен играч. Срещите се провеждат на правоъгълна  площадка с размери 16×8 м, покрыта със сняг с  дълбочина не по-малко от 30 см, със свободна зона с ширина не по-малко от 2 м. Както и в плажния волейбол, няма централна линия на площадката, горния край на мрежта се установява на височина 2,43 м за мъжете и 2,24 м за жените, топката е с дължина на окръжността 66—68 см и маса 260—280 г.
Волейболистите играят облечени с плътни дрехи, могат да използват ръкавици и шапки. Важен елемент от екипировката са обувките, осигуряващи добро  сцепление със снега. Поради тази причина много играчи използват футболни обувки с дълги шипове.
Мачовете се провеждат до победа в два сета. За победа в сета е необходимо отборът да събере 15 точки с преимущество от две точки. По време на сета отборът може да направи до две замени и да поиска един 30-секунден тайм-аут. След разиграването на всеки пет точки съперниците си разменят страните на игрището.
Правилата, касаещи игровите действия и поведението на участниците са както в плажния волейбол.